# Urtica angustifolia
Urtica angustifolia — вид рослин з роду кропива (Urtica). Вона має довге, тонке листя з чотирма прилистками.

## Поширення та середовище існування
U. angustifolia є ендемічним видом для багатьох країн Європи та Азії. Зростає у лісах, болотах, чагарниках й на берегах струмків, на висоті від 800 до 2200 метрів над рівнем моря.

### Поширення в Європі
У Європі вид поширений у Великій Британії, Іспанії, Італії (без островів Сицилія та Сардинія), Франції (без острова Корсика), Швейцарії, Австрії, Чехії, Словаччині, Німеччині, Польщі, Данії, Білорусі, країнах Балтики та Скандинавії.

### Поширення в Росії
У Росії вид поширений, як у європейській частині так і в Сибірі. Регіони поширення: Санкт-Петербург, Ленінградська область (південна частина), Псковська область, Тверська область, Смоленська область, Москва, Московська область, Калузька область, Брянська область, Орловська область, Курська область, Бєлгородська область, Тульська область, Рязанська область, Красноярський край, Тива, республіка Алтай, Іркутська область, республіка Бурятія, Забайкальський край, Амурська область, Єврейська автономна область, Хабаровський край, Приморський край, Якутія, Магаданська область, Чукотський автономний округ, Камчатський край.

### Поширення в Туреччині
У Туреччині Urtica angustifolia поширений по всій території країни крім Віфінського півострова.

### Поширення в Азії
У Китаї вид поширений у провінціях: Хебей, Хейлунцзян, Цзілінь, Ляонін, Внутрішня Монголія, Шаньдун та Шаньсі. Також кропива вузьколиста поширена в Монголії, Японії та Корейському півострові.

## Опис
Багаторічна, дводомна рослина. Кореневище дерев'яне. Стебла гіллясті або прості, від 40 до 150 см заввишки. Стебла, черешки та обидві поверхні листової пластинки рідко вкриті кільцями та оздоблені жалкими волосками. Прилистки вільні, лінійні, 6—12 мм. Черешок короткий, від 0,5 до 2 см завдовжки. Листкова пластинка довгасто-ланцетна або яйцеподібно-ланцетна, рідко лінійна або яйцеподібна, від 4 до 15 см та від 1 до 3,5 см, часто трав'яниста, з 3 жилками, бічні базальні жилки паралельні середній жилці посередині пластинки, з вторинними жилками 2 або 3 з кожного боку, адаксіальна поверхня часто шорстка, основа округла, рідко неглибоко серцеподібна, край грубо 9—15-зубчастий або пільчастий, зубці конічні або з загнутим кінцем, війчасті, верхівка довго загострена або гостра. Цистоліти часто точкові. Суцвіття волотисте, іноді з нечисленними короткими гілочкоподібними колосками, розміром 2—8 см. Чоловічі квітки в бутоні близько 2 мм, частки оцвітини зрощені на половину довжини, опушені. У жіночих квітках частки оцвітини зрощені біля основи, спинно-вентральні частки еліптично-яйцеподібні, розміром близько 1 мм, рідко щетинкові або майже голі, бічні частки вузько оберненояйцеподібні, на половину довжини спинних. Сім'янка коричнево-сіра, яйцеподібна або широкояйцеподібна, злегка стиснута, розміром від 0,8 до 1 мм, гладка або непомітно бородавчаста, вкрита стійкими частками оцвітини. Цвіте з червня по серпень.

## Використання
Рослина може вживатися в їжу. Її додають у салати та супи. Цей вид кропиви є дуже поживним та багатим на вітаміни. Також з молодих пагонів варять пиво. Для того щоб вживати кропиву вузьколисту, її потрібно відварити або висушити, щоб знищити жалкі волоски.
Зі стебел цієї кропиви отримують міцне волокно, схоже на льон. Це волокно використовують для виготовлення мотузок, тканин, а також папіру. Волокно збирають, коли рослина починає відмирати на початку осені.

## Галерея

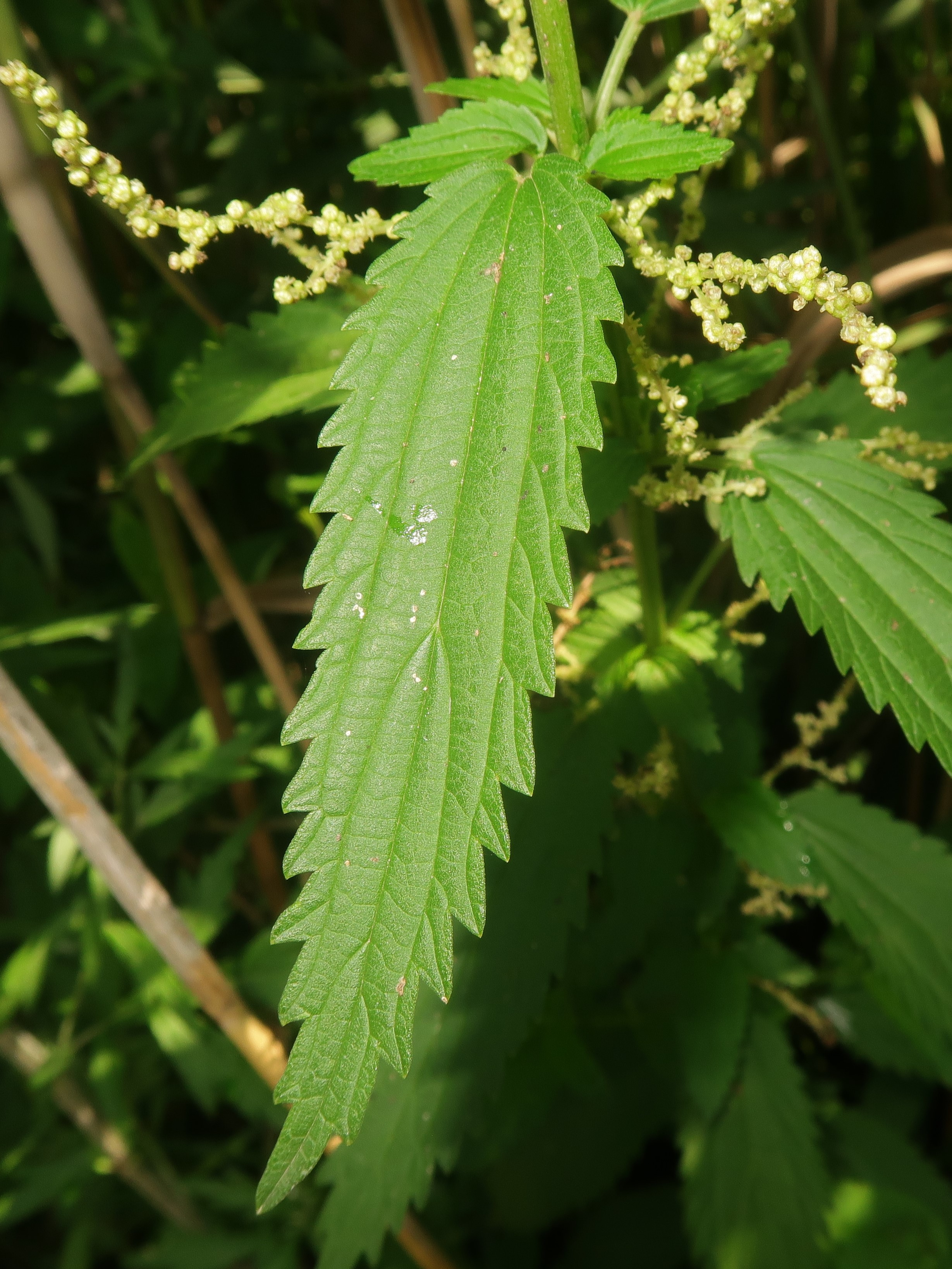
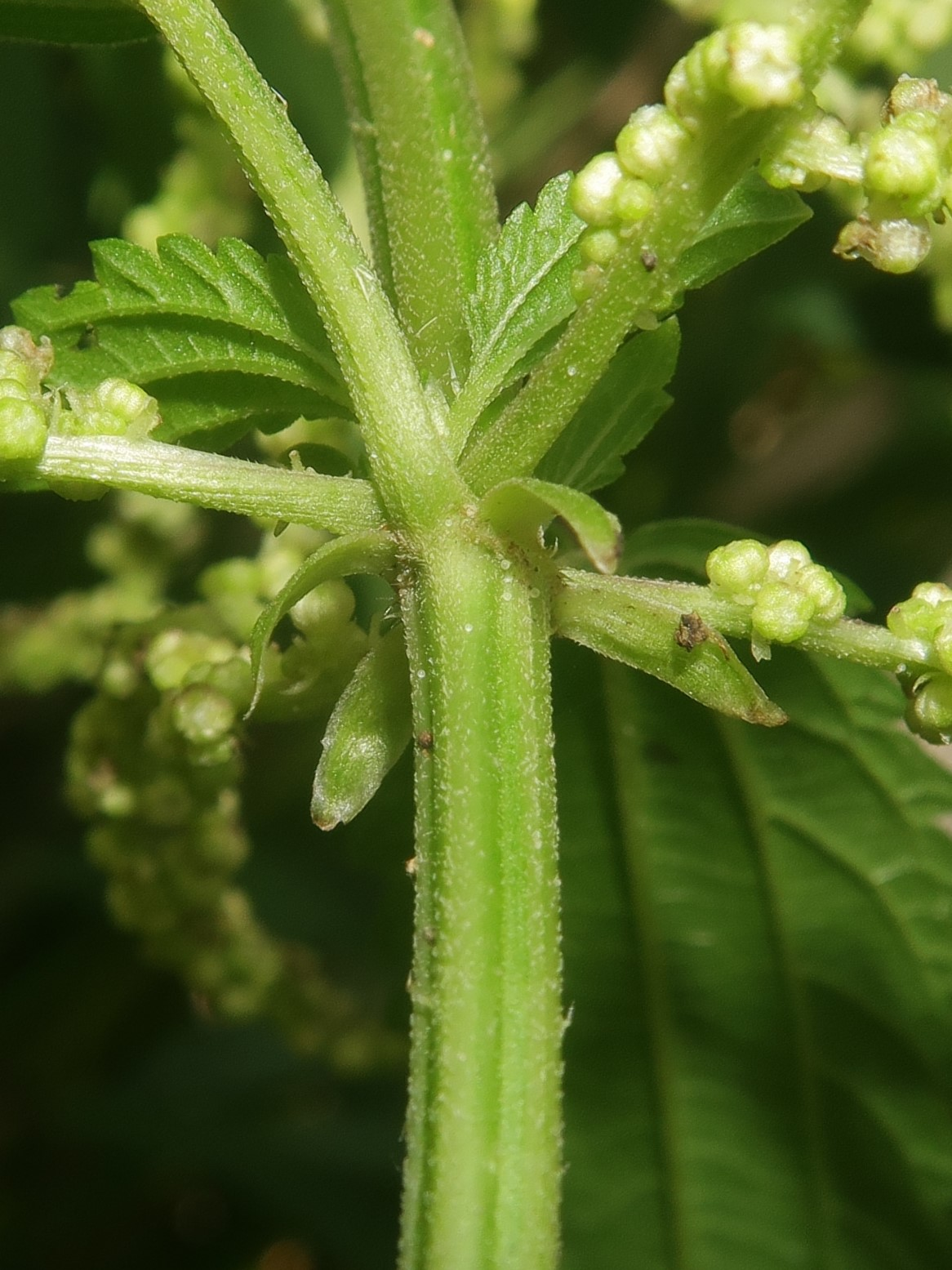
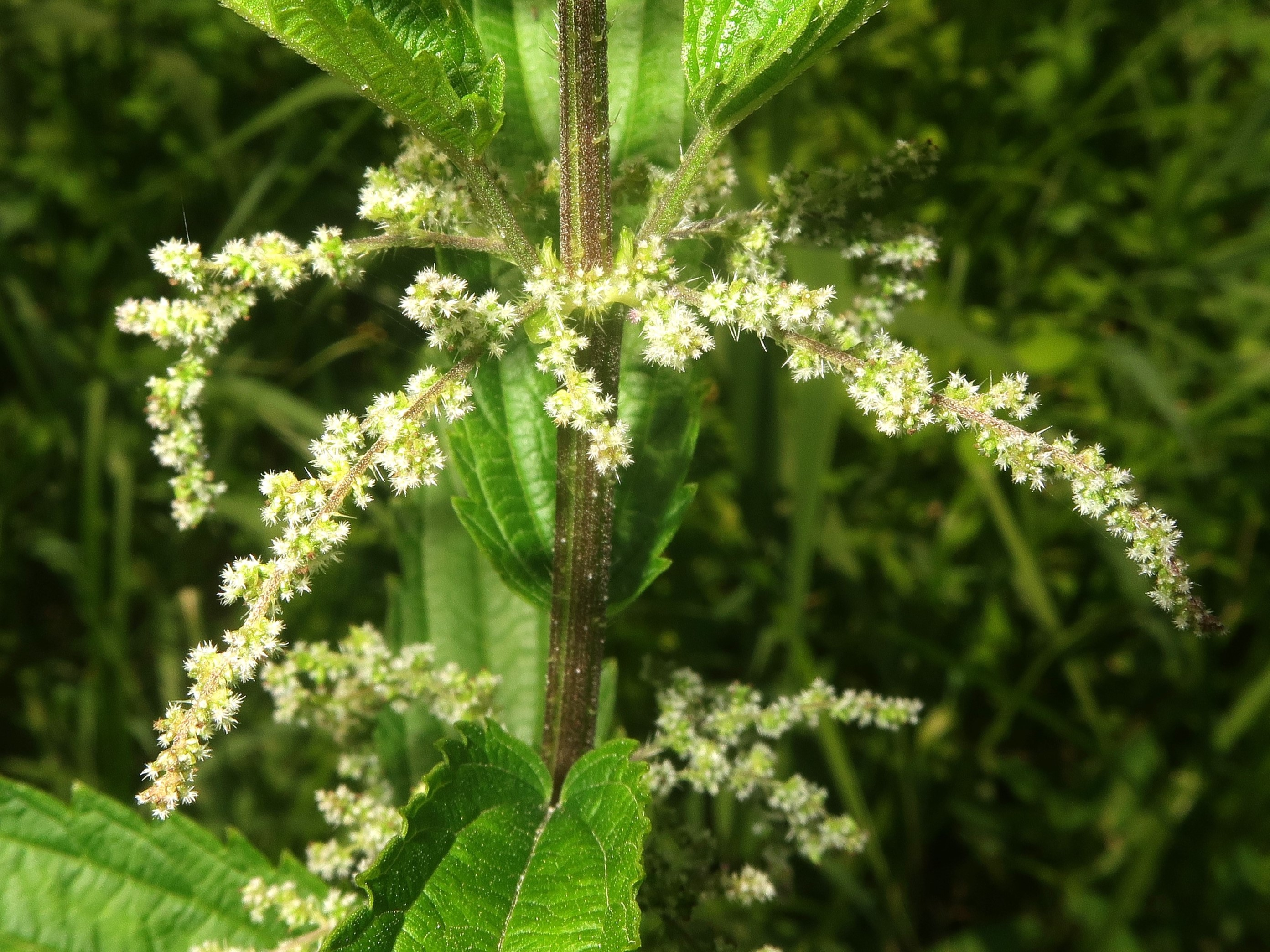